# Manifest en defensa dels drets fonamentals a internet
El manifest "En defensa dels drets fonamentals a Internet" és un text sorgit contra la disposició final primera de l'Avantprojecte de Llei d'Economia Sostenible, proposat pel Govern d'Espanya. El contingut d'aquesta disposició en el text estableix la modificació de la Llei 34/2002, d'11 de juliol, de Serveis de la Societat de la Informació i del Reial Decret Legislatiu 1/1996, de 12 d'abril, pel qual s'aprova el text refós de la Llei de Propietat Intel·lectual, amb l'objectiu de protegir la propietat intel·lectual davant la pirateria a Internet.
D'acord amb la informació del diari 20 minutos, el document va ser elaborat per un internauta i uns quaranta periodistes, blocaires i professionals d'Internet. Per aquesta peculiar redacció col·laborativa es va utilitzar una eina en beta: Google Wave. El document, en forma de decaleg, va ser publicat i cedit de forma totalment lliure pels seus coautors a les 9 hores del dimecres 2 de desembre.
El manifest ha estat traduït a diverses llengües: anglès, català, gallec, aragonès i asturià.
Dos dies després Google ja indexava un milió de referències a aquest document, la majoria còpies d'internautes que subscriuen els seus principis. Per la seva banda el grup creat al Facebook per vincular a les persones que avalen el manifest va superar, en menys de tres dies la xifra de 100.000 (vegeu xifra a la pàgina del grup). Mentre que el hashtag #manifesto aconseguia el número 1 a Espanya, d'acord amb les dades de es.twirus.
La importància de la reacció va fer que el Ministeri de Cultura convoqués a 14 persones rellevants del món d'Internet per a una reunió durant la qual la ministra i els representants van exposar les seves postures sense establir cap principi d'acord.

## Contingut del manifest
| « | Davant de la inclusió en l'Avantprojecte de Llei d'Economia sostenible de modificacions legislatives que afecten al lliure exercici de les llibertats d'expressió, informació i el dret d'accés a la cultura a través d'Internet, els periodistes, bloggers, usuaris, professionals i creadors d'internet manifestem la nostra ferma oposició al projecte, i declarem que 1. – Els drets d'autor no poden situar-se per sobre dels drets fonamentals dels ciutadans, com el dret a la privacitat, a la seguretat, a la presumpció d'innocència, a la tutela judicial efectiva i a la llibertat d'expressió. 2. – La suspensió de drets fonamentals és i ha de continuar sent competència exclusiva del poder judicial. Ni un tancament sense sentència. Aquest avantprojecte, en contra de l'establert a l'article 20.5 de la Constitució, posa a les mans d'un òrgan no judicial -un organisme dependent del ministeri de Cultura-, la potestat d'impedir als ciutadans espanyols l'accés a qualsevol pàgina web. 3. – La nova legislació crearà inseguretat jurídica a tot el sector tecnològic espanyol, perjudicant un dels pocs camps de desenvolupament i de futur de la nostra economia, entorpint la creació d'empreses, introduint barreres a la lliure competència i alentint la seva projecció internacional. 4. – La nova legislació proposada amenaça els nous creadors i entorpeix la creació cultural. Amb Internet i els successius avenços tecnològics s'ha democratitzat extraordinàriament la creació i emissió de continguts de tota classe, que ja no provenen prevalentment de les indústries culturals tradicionals, sinó de multitud de fonts diferents. 5. – Els autors, com tots els treballadors, tenen dret a viure de la seva feina amb noves idees creatives, models de negoci i activitats associades a les seves creacions. Intentar sostenir amb canvis legislatius a una indústria obsoleta que no sap adaptar-se a aquest nou entorn no és ni just ni realista. Si el seu model de negoci es basava en el control de les còpies de les obres i en Internet això no és possible sense vulnerar drets fonamentals, haurien de buscar un altre model. 6. – Considerem que les indústries culturals necessiten per sobreviure alternatives modernes, eficaces, creïbles i assequibles i que s'adeqüin als nous usos socials, en lloc de limitacions tan desproporcionades com ineficaces per a la finalitat que diuen perseguir. 7. – Internet ha de funcionar de forma lliure i sense interferències polítiques afavorides per sectors que pretenen perpetuar obsolets models de negoci i impossibilitar que el saber humà continuï sent lliure. 8. – Exigim que el Govern garanteixi per llei la neutralitat de la Xarxa a Espanya, davant de qualsevol pressió que pugui produir-se, com a marc per al desenvolupament d'una economia sostenible i realista de cara al futur. 9. – Proposem una verdadera reforma del dret de propietat intel·lectual orientada a la seva finalitat: tornar a la societat el coneixement, promoure el domini públic i limitar els abusos de les entitats gestores. 10. – En democràcia les lleis i les seves modificacions s'han d'aprovar després de l'oportú debat públic i havent consultat prèviament totes les parts implicades. No és acceptable que es facin canvis legislatius que afecten drets fonamentals en una llei no orgànica i que versa sobre una altra matèria. | » |